# Artur von Osterroth
Wilhelm Artur von Osterroth (* 9. August 1884 in Elberfeld; † 26. Mai 1953 in Bad Kreuznach) war ein deutscher Landwirt, Jurist und Pionier des Rodelsports in Deutschland.
Artur von Osterroth war in Nachfolge seines Vaters Arthur Hermann von Osterroth Besitzer des Ritterguts Gut Schönberg in Oberwesel. Er hatte einen Zwillingsbruder, Friedrich Alfred. Der Vater war protestantischer Christ und förderte den Bau der Evangelischen Kirche Oberwesel durch das Zur-Verfügung-Stellen eines Grundstückes, einer Teilfinanzierung und durch die Beauftragung des Architekten August Heinz, der auch Umbauten an Osterroths Rittergut vornahm. Die Kirche ist seit 1997 ein unter Denkmalschutz stehendes Baudenkmal. Zur Eröffnung der Kirche wurden der junge Artur Osterroth und sein Bruder dort konfirmiert. Osterroth war seit 1911 promovierter Jurist, die an der Universität Leipzig eingereichte Dissertation verfasste er zum Thema Das Schuldenwesen der deutschen Schutzgebiete, worin er sich speziell mit der Situation in den De-facto-Kolonien des Deutschen Reichs in der Südsee befasste. Diese Region hatte er auch selbst bereist. Er lebte nach einigen Jahren, die er im Staatsdienst an anderen Orten verbracht hatte, auf Schloss Schönberg und bewirtschaftete das Gut als Landwirt. Verheiratet war er seit 1921 mit Gerda von Osterroth, geborene von Minckwitz (* 10. Juli 1897–1989). Über die Schwester Wally seiner Frau war er Schwager vom Generalmajor der Luftwaffe Fritz Prestien.

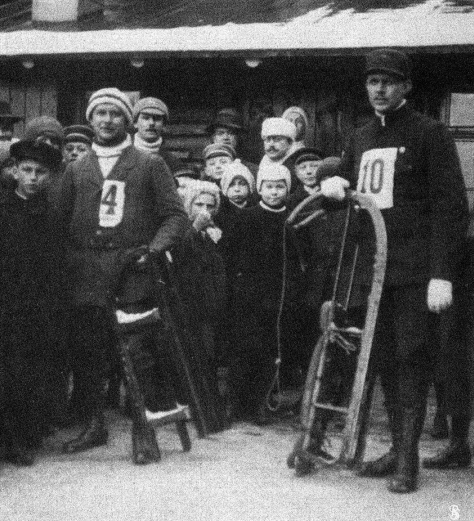
Artur von Osterroth (rechts mit der Nummer 10) und Oskar Jäger (links, Nummer 4) bei den Deutschen Meisterschaften 1912

Von Osterroth ist heute vor allem noch wegen seiner Erfolge im frühen Rennrodelsport bekannt. Zum Rodeln kam der Baron während seiner Winterurlaube in Karlsbad. Bei den Österreichischen Meisterschaften 1911 wurde er Neunter. Für 1912 gewann er bei den erstmals ausgetragenen Deutschen Meisterschaften im Rennrodeln in Ilmenau den Titel vor Oskar Jäger und Josef Altmann, aufgrund von Wetterproblemen fanden die Wettkämpfe aber erst am 19. Januar 1913 und somit etwa elf Monate später als ursprünglich geplant statt. Zudem gewann er mit seinem Doppelpartner Steinmann auch den Titel im Doppelsitzer-Wettbewerb. Bei den nur zehn Tage später ausgetragenen Deutschen Meisterschaften 1913 in Oberaudorf trat er  nicht an, erst 1914 in Bad Sachsa war er wieder dabei und gewann hinter Wilhelm Raupach und Gerhard Adolph die Bronzemedaille. Eine Teilnahme an den ersten Rennrodel-Europameisterschaften 1914 in Reichenberg ist nicht belegt, doch sind die Teilnehmerlisten nicht vollständig überliefert. Sollte von Osterroth dort gestartet sein, kam er nicht unter die Besten 20. Der 1. Weltkrieg unterbrach die sportlichen Aktivitäten, erst 1920 gab es wieder nationale Rodelwettkämpfe, weitestgehend. Bei den regionalen sächsischen Meisterschaften 1915 gewann er mit seinem Doppelpartner Pätzold den Titel. In Ilmenau gewann er bei den ersten Nachkriegs-Meisterschaften hinter John Dewiel und vor Rudolf Aschermann die Silbermedaille. Im Januar 1922 wurde er bei den „Winterkampfspielen von Garmisch“ Dritter. Einzige Teilnahme an einer internationalen Meisterschaft war der Start bei den 2. Europameisterschaften, die 1928 in Schreiberhau ausgetragen wurden. Als mittlerweile 43-jähriger hatte Osterroth seinen Leistungszenit überschritten und wurde 29. der 53 Teilnehmer.
Auch Gerda von Osterroth war aktive Rodlerin und war etwa bei der Kampfspiel-Rodelmeisterschaft 1922 in Tittisee hinter Ina Langer und der Deutschen Meisterin des Folgetages, Sofia Scherer, Dritte.